# Fussball-Club Rot-Weiß Erfurt 1995-1996
Questa voce raccoglie le informazioni riguardanti il Fussball-Club Rot-Weiß Erfurt nelle competizioni ufficiali della stagione 1995-1996.

## Stagione
Nella stagione 1995-1996 il Rot Weiss Erfurt, allenato da Klaus Goldbach e Frank Engel, concluse il campionato di Regionalliga Nordest al 7º posto.

## Rosa
| N. |                                 | Ruolo | Calciatore       |
| -- | ------------------------------- | ----- | ---------------- |
|    | Germania (bandiera)             | P     | Dirk Heinrichs   |
|    | Germania (bandiera)             | P     | Steffen Kraus    |
|    | Germania (bandiera)             | D     | Ronny Fuhrmann   |
|    | Germania (bandiera)             | D     | Thomas Giehl     |
|    | Germania (bandiera)             | D     | Jens Große       |
|    | Germania (bandiera)             | D     | Thomas Herz      |
|    | Bosnia ed Erzegovina (bandiera) | D     | Dragan Kavaz     |
|    | Germania (bandiera)             | D     | Heiko Nowak      |
|    | Germania (bandiera)             | D     | Dirk Pfitzner    |
|    | Germania (bandiera)             | D     | Michael Schmidt  |
|    | Germania (bandiera)             | D     | Steffen Schmidt  |
|    | Germania (bandiera)             | D     | André Tews       |
|    | Germania (bandiera)             | C     | Christian Ertmer |

| N. |                                 | Ruolo | Calciatore         |
| -- | ------------------------------- | ----- | ------------------ |
|    | Germania (bandiera)             | C     | Nico Heinrich      |
|    | Germania (bandiera)             | C     | Torsten Keller     |
|    | Germania (bandiera)             | C     | Alexander Langbein |
|    | Bosnia ed Erzegovina (bandiera) | C     | Admir Mujakovic    |
|    | Ucraina (bandiera)              | C     | Andrej Rosljakow   |
|    | Germania (bandiera)             | C     | Piet Schönberg     |
|    | Germania (bandiera)             | C     | Jan Wehrmann       |
|    | Germania (bandiera)             | C     | Heiko Weinrich     |
|    | Germania (bandiera)             | A     | Ronny Hebestreit   |
|    | Germania (bandiera)             | A     | Gregor Holzknecht  |
|    | Bosnia ed Erzegovina (bandiera) | A     | Ante Markesic      |
|    | Germania (bandiera)             | A     | Werner Rank        |

## Organigramma societario
Area tecnica
- Allenatore: Frank Engel
- Allenatore in seconda:
- Preparatore dei portieri:
- Preparatori atletici:
- Analisi video:

## Calciomercato

### Sessione estiva
| Acquisti | Acquisti       | Acquisti       | Acquisti |
| R.       | Nome           | da             | Modalità |
| -------- | -------------- | -------------- | -------- |
| P        | Dirk Heinrichs | Lok Stendal    |          |
| D        | Uche Okafor    | Ashdod         |          |
| D        | Dirk Pfitzner  | Sachsen Lipsia |          |
| A        | Werner Rank    | Dinamo Dresda  |          |

| Cessioni | Cessioni         | Cessioni          | Cessioni |
| R.       | Nome             | a                 | Modalità |
| -------- | ---------------- | ----------------- | -------- |
| C        | Heiko Cramer     | Carl Zeiss Jena   |          |
| D        | Guido Gorges     | Göttingen         |          |
| A        | Sebastian Helbig | Bayer Leverkusen  |          |
| C        | Stefan Otto      | Wacker Nordhausen |          |
| D        | Giesbert Penneke | SV Merseburg 99   |          |

### Sessione invernale
| Acquisti | Acquisti | Acquisti | Acquisti |
| R.       | Nome     | da       | Modalità |
| -------- | -------- | -------- | -------- |

| Cessioni | Cessioni    | Cessioni      | Cessioni |
| R.       | Nome        | a             | Modalità |
| -------- | ----------- | ------------- | -------- |
| D        | Uche Okafor | Sporting K.C. |          |

## Risultati

### Regionalliga

#### Girone di andata
| Arbitro: | Voigt |

|          |           |  |
| Giehl 1’ | Marcatori |  |

| Cottbus 6 agosto 1995, ore 14:00 CEST 2ª giornata | Energie Cottbus | 0 – 0 referto | Rot-Weiß Erfurt | Stadion der Freundschaft (1 850 spett.)\| Arbitro: \| Junghof \| |
| Arbitro:                                          | Junghof         |               |                 |                                                                  |

| Arbitro: | Weber |

|  |           |          |
|  | Marcatori | 46’ Otto |

| Arbitro: | Cyrklaff |

|                                    |           |  |
| Schmidt 43’ Lazic 69’ Fröhlich 88’ | Marcatori |  |

| Arbitro: | Schößling |

|          |           |                     |
| Rank 64’ | Marcatori | 3’ Namdar 55’ Vural |

| Arbitro: | Sax |

|           |           |              |
| Block 44’ | Marcatori | 90’ Weinrich |

| Arbitro: | Scheibel |

|          |           |                        |
| Große 9’ | Marcatori | 5’ Stern 88’ Schiemann |

| Arbitro: | Reck |

|             |           |  |
| Rusayev 61’ | Marcatori |  |

| Arbitro: | Bley |

|  |           |                                 |
|  | Marcatori | 41’ (rig.) Schlegel 67’ Kolbuch |

| Arbitro: | Blumenstein |

|  |           |          |
|  | Marcatori | 25’ Rank |

| Arbitro: | Junghof |

|           |           |                    |
| Große 36’ | Marcatori | 67’, 77’ Wiedemann |

| Arbitro: | Schößling |

|  |           |                        |
|  | Marcatori | 45’ Wehrmann 67’ Große |

| Arbitro: | Sather |

|                                |           |             |
| Wehrmann 6’ Herz 12’ Große 31’ | Marcatori | 16’ Eidtner |

| Berlino 5 novembre 1995, ore 14:00 CET 14ª giornata | Union Berlino | 0 – 0 referto | Rot-Weiß Erfurt | Stadio An der Alten Försterei (2 119 spett.)\| Arbitro: \| Kiefer \| |
| Arbitro:                                            | Kiefer        |               |                 |                                                                      |

| Arbitro: | Wagner |

|  |           |                       |
|  | Marcatori | 31’ Rank 75’ Markesic |

| Arbitro: | Robel |

|           |           |              |
| Große 79’ | Marcatori | 46’ Schröter |

| Aue-Bad Schlema 2 dicembre 1995, ore 13:30 CET 17ª giornata | Erzgebirge Aue | 0 – 0 referto | Rot-Weiß Erfurt | Erzgebirgsstadion (1 800 spett.)\| Arbitro: \| Haack \| |
| Arbitro:                                                    | Haack          |               |                 |                                                         |

#### Girone di ritorno
| Berlino 10 dicembre 1995, ore 13:00 CET 18ª giornata | Hertha Zehlendorf | 0 – 0 referto | Rot-Weiß Erfurt | Ernst-Reuter-Sportfeld (72 spett.)\| Arbitro: \| Cyrklaff \| |
| Arbitro:                                             | Cyrklaff          |               |                 |                                                              |

| Arbitro: | Feibig |

|  |           |                                  |
|  | Marcatori | 37’ Seifert 83’ (rig.) Wenschlag |

| Arbitro: | Schößling |

|           |           |             |
| Gogsch 8’ | Marcatori | 83’ Schmidt |

| Arbitro: | Augar |

|  |           |           |
|  | Marcatori | 62’ Lazic |

| Berlino 30 marzo 1996, ore 14:00 CET 22ª giornata | Reinickendorfer Füchse | 0 – 0 referto | Rot-Weiß Erfurt | Stadion Freiheitsweg (350 spett.)\| Arbitro: \| Kiefer \| |
| Arbitro:                                          | Kiefer                 |               |                 |                                                           |

| Arbitro: | Blumenstein |

|              |           |  |
| Markesic 54’ | Marcatori |  |

| Arbitro: | Matschulla |

|              |           |                  |
| Graziani 81’ | Marcatori | 2’, 55’ Wehrmann |

| Arbitro: | Müller |

|  |           |           |
|  | Marcatori | 71’ Aksoy |

| Arbitro: | Haupt |

|  |           |                                    |
|  | Marcatori | 2’ Wehrmann 9’ Schmidt 56’ Schmidt |

| Arbitro: | Spickenagel |

|                                             |           |                  |
| Nowak 9’ Hebestreit 21’ Wehrmann 55’ (rig.) | Marcatori | 48’, 78’ Golovan |

| Arbitro: | Junghof |

|  |           |           |
|  | Marcatori | 57’ Nowak |

| Arbitro: | Schößling |

|               |           |  |
| Hebestreit 6’ | Marcatori |  |

| Arbitro: | Cyrklaff |

|             |           |          |
| Eidtner 42’ | Marcatori | 21’ Rank |

| Erfurt 4 maggio 1996, ore 14:00 CEST 31ª giornata | Rot-Weiß Erfurt | 0 – 0 referto | Union Berlino | Steigerwaldstadion (1 022 spett.)\| Arbitro: \| Sather \| |
| Arbitro:                                          | Sather          |               |               |                                                           |

| Arbitro: | Binkowski |

|                         |           |  |
| Hebestreit 11’ Herz 89’ | Marcatori |  |

| Arbitro: | Scheibel |

|  |           |                |
|  | Marcatori | 66’ Hebestreit |

| Arbitro: | Haack |

|                |           |          |
| Hebestreit 90’ | Marcatori | 64’ Berg |

## Statistiche

### Statistiche di squadra
| Competizione         | Punti | In casa | In casa | In casa | In casa | In casa | In casa | In trasferta | In trasferta | In trasferta | In trasferta | In trasferta | In trasferta | Totale | Totale | Totale | Totale | Totale | Totale | DR |
| Competizione         | Punti | G       | V       | N       | P       | Gf      | Gs      | G            | V            | N            | P            | Gf           | Gs           | G      | V      | N      | P      | Gf     | Gs     | DR |
| -------------------- | ----- | ------- | ------- | ------- | ------- | ------- | ------- | ------------ | ------------ | ------------ | ------------ | ------------ | ------------ | ------ | ------ | ------ | ------ | ------ | ------ | -- |
| Regionalliga Nordest | 50    | 17      | 6       | 3       | 8       | 16      | 18      | 17           | 7            | 8            | 2            | 15           | 8            | 34     | 13     | 11     | 10     | 31     | 26     | +5 |
| Totale               | 50    | 17      | 6       | 3       | 8       | 16      | 18      | 17           | 7            | 8            | 2            | 15           | 8            | 34     | 13     | 11     | 10     | 31     | 26     | +5 |

### Andamento in campionato
| Giornata  | 1 | 2 | 3 | 4  | 5  | 6  | 7  | 8  | 9  | 10 | 11 | 12 | 13 | 14 | 15 | 16 | 17 | 18 | 19 | 20 | 21 | 22 | 23 | 24 | 25 | 26 | 27 | 28 | 29 | 30 | 31 | 32 | 33 | 34 |
| --------- | - | - | - | -- | -- | -- | -- | -- | -- | -- | -- | -- | -- | -- | -- | -- | -- | -- | -- | -- | -- | -- | -- | -- | -- | -- | -- | -- | -- | -- | -- | -- | -- | -- |
| Luogo     | C | T | C | T  | C  | T  | C  | T  | C  | T  | C  | T  | C  | T  | T  | C  | T  | T  | C  | T  | C  | T  | C  | T  | C  | T  | C  | T  | C  | T  | C  | C  | T  | C  |
| Risultato | V | N | P | P  | P  | N  | P  | P  | P  | V  | P  | V  | V  | N  | V  | N  | N  | N  | P  | N  | P  | N  | V  | V  | P  | V  | V  | V  | V  | N  | N  | V  | V  | N  |
| Posizione | 7 | 4 | 8 | 15 | 15 | 14 | 15 | 15 | 16 | 13 | 15 | 14 | 12 | 11 | 10 | 10 | 9  | 10 | 11 | 10 | 11 | 12 | 10 | 10 | 11 | 11 | 10 | 8  | 7  | 7  | 7  | 6  | 6  | 7  |

Legenda:

Luogo: C = Casa; T = Trasferta. Risultato: V = Vittoria; N = Pareggio; P = Sconfitta.

### Statistiche dei giocatori
| C. Ertmer     | 5  | 0 | 2 | 0 |
| R. Fuhrmann   | 2  | 0 | 0 | 0 |
| T. Giehl      | 11 | 1 | 0 | 0 |
| J. Große      | 32 | 5 | 3 | 1 |
| R. Hebestreit | 15 | 5 | 4 | 0 |
| N. Heinrich   | 3  | 0 | 0 | 0 |
| D. Heinrichs  | 1  | 0 | 0 | 0 |
| T. Herz       | 20 | 2 | 2 | 0 |
| G. Holzknecht | 2  | 0 | 0 | 0 |
| D. Kavaz      | 21 | 0 | 0 | 0 |
| T. Keller     | 0  | 0 | 0 | 0 |
| S. Kraus      | 34 | 0 | 1 | 0 |
| A. Langbein   | 9  | 0 | 0 | 0 |
| A. Markesic   | 26 | 2 | 4 | 1 |
| M. Mey        | 9  | 0 | 0 | 0 |
| A. Mujakovic  | 14 | 0 | 4 | 0 |
| H. Nowak      | 24 | 2 | 1 | 0 |
| U. Okafor     | 6  | 0 | 0 | 0 |
| D. Pfitzner   | 30 | 0 | 7 | 1 |
| W. Rank       | 31 | 4 | 2 | 0 |
| A. Rosljakow  | 21 | 0 | 5 | 1 |
| M. Schmidt    | 13 | 1 | 3 | 0 |
| S. Schmidt    | 29 | 2 | 6 | 1 |
| P. Schönberg  | 26 | 0 | 3 | 0 |
| A. Tews       | 23 | 0 | 2 | 0 |
| J. Wehrmann   | 33 | 6 | 3 | 0 |
| H. Weinrich   | 6  | 1 | 0 | 0 |